# Il paradiso delle signore
Il paradiso delle signore è una serie televisiva italiana, trasmessa su Rai 1 dall'8 dicembre 2015 e tuttora in corso. Le prime due stagioni, dirette da Monica Vullo, sono strutturate nella classica forma di serie TV a cadenza settimanale trasmessa in prima serata, mentre a partire dalla terza stagione, in onda dal 10 settembre 2018, essa diventa una soap opera trasmessa nella fascia pomeridiana dal lunedì al venerdì alle 16, con la regia di Salvatore Romano, Andrea Canepari, Isabella Leoni, Marco Maccaferri, Riccardo Mosca e Francesco Pavolini, con produzione creativa ed esecutiva di Daniele Carnacina e con un cast quasi del tutto rinnovato (degli attori della versione di prima serata rimangono solamente Alessandro Tersigni e, nella terza stagione, Alice Torriani, mentre la sesta stagione ha visto il ritorno anche di Filippo Scarafia e Giulia Vecchio).
È vagamente ispirata al romanzo Al paradiso delle signore di Émile Zola, ma è ambientata a Milano tra gli anni cinquanta e sessanta, dove esistette davvero un negozio chiamato "Paradiso delle signore".
Le riprese si svolgono presso i teatri di posa Videa di Roma.

## Trama

### Prima stagione
1956, Castelbuono. La giovane Teresa Iorio lascia il suo paese d'origine e il fidanzato impostole dal padre e si trasferisce a Milano per lavorare nel negozio di abbigliamento dello zio Vincenzo. Appena arrivata, lo zio viene arrestato con l'accusa di aver incendiato il furgone del magazzino concorrente, il "Paradiso delle signore", di proprietà del giovane e spregiudicato imprenditore Pietro Mori. Teresa, dopo uno scontro con Mori, tenta di farsi assumere da lui come commessa e, dopo un iniziale rifiuto da parte della responsabile Clara Mantovani, riesce nell'intento grazie all'aiuto del pubblicitario del magazzino, Vittorio Conti. Il gruppo in cui lavora Teresa è chiamato "Le Veneri" per la giovinezza e l'avvenenza delle commesse. Teresa si dimostra capace nel suo lavoro e diviene ben presto benvoluta da tutti e si innamora del proprietario, Pietro Mori, il quale, pur ricambiando i sentimenti della ragazza, per motivi di interesse preferisce frequentare Andreina Mandelli, figlia di un ricco banchiere che nutre sentimenti di vendetta contro Mori che gli ha ucciso il fratello durante la guerra.

### Seconda stagione
Dopo aver lasciato Andreina, Pietro Mori si dedica finalmente alla sua relazione con Teresa Iorio finché dagli Stati Uniti non torna improvvisamente Rose Anderson, la sua prima moglie, che acquista una quota del magazzino diventandone socia. Vittorio Conti, messosi in proprio, assume nel proprio studio Andreina Mandelli, di cui finisce per innamorarsi. Il padre di Andreina intanto tenta in tutti i modi di gettare discredito su Pietro Mori e sulla sua attività.
Teresa scopre con sollievo che Rose è tornata esclusivamente per motivi di affari e non per riconquistare l'ex marito, essendosi anzi felicemente risposata. Pietro chiede a Teresa di sposarlo; la ragazza accetta ma confida la cosa solo all'amica e collega Silvana, pregandola di non divulgare la notizia alle altre commesse per evitare sospetti di favoritismo. 
Rose, intanto, informa la stampa che Bruno Jacobi, socio di Mori nella gestione del "Paradiso", è in realtà un mafioso, lasciando intendere che la sua posizione è dovuta a uno scambio di favori per la sua testimonianza a favore di Mori nel processo per l'omicidio del fratello del banchiere Mandelli. Mori a sua volta scopre che Jacobi usa il suo magazzino come copertura per il traffico di droga e decide quindi di denunciarlo alla polizia, costringendolo alla fuga e alla latitanza. Di fronte alle difficoltà economiche, Mori chiede un prestito all'usuraio Izzo il quale, vista l'insolvenza di Pietro, fa sequestrare Teresa; per poter pagare il riscatto, Mori è costretto a vendere il magazzino proprio ad Andreina.
Durante i festeggiamenti dell'ultimo dell'anno nella sede del "Paradiso", si presenta Jacobi, ricercato e in fuga. Assetato di vendetta, dopo aver assassinato Rose, Jacobi spara a Teresa ma Pietro le fa da scudo, venendo colpito a morte.

### Terza stagione
1959-1960. Due anni dopo la morte di Pietro Mori, Vittorio Conti, il suo migliore amico, sogna di riaprire Il paradiso delle signore, chiuso dalla notte dell'assassinio. Per portare a termine il suo progetto, però, avrà bisogno di un prestito e ciò lo porterà ad allearsi con i Guarnieri, una ricca famiglia milanese, la cui generosità ha secondi fini. I Guarnieri infatti metteranno una serie di ostacoli a Vittorio, che trova però un insperato aiuto in Marta, la figlia minore di Umberto Guarnieri. Nello scontro tra Vittorio e Umberto si inserisce un terzo uomo, Luca Spinelli, animato da spirito di rivalsa contro Umberto che si è impossessato dei beni della sua famiglia.

### Quarta stagione
Questa stagione è ambientata nel biennio 1960-1961. I nuovi protagonisti: Marina Fiore, Angela Barbieri, Laura Parisi, Marcello Barbieri, Rocco Amato, Flavia Brancia di Montalto, Achille Ravasi e Armando Ferraris.
Avvenimenti più importanti: il rapporto tra Salvatore e Gabriella conosce un periodo di crisi. Federico Cattaneo, dopo un incidente, non potrà più camminare. Luciano scopre che Federico non è suo figlio. Marta ha un aborto e poi lei e Vittorio scoprono che non potranno avere figli (i medici dicono che lei non potrebbe portare mai a termine una gravidanza). Umberto Guarnieri ha una relazione in contemporanea sia con Adelaide sia con Flavia. Angela ritrova suo figlio Matteo dopo tanto tempo, in quanto in passato era stata costretta ad abbandonarlo alla nascita. Ritrovati i genitori adottivi, Angela riesce a farsi assumere come tata del bimbo, trasferendosi poi con lui e con la famiglia adottiva del piccolo in Australia. Nonostante le proteste dei Guarnieri, Achille Ravasi sposa Adelaide. La giornalista Enza Sampò decide di sostenere alcune innovazioni dell'atelier.

### Quinta stagione
1961-1962. Numerose le partenze, i nuovi arrivi e i ritorni. Sono costretti ad allontanarsi da Milano per la loro storia d'amore Luciano Cattaneo e Clelia Calligaris con il figlio Carlo Bacchini, dopo la scoperta della gravidanza della donna. Anche Silvia, la moglie di Luciano, parte raggiungendo la figlia Nicoletta con Riccardo e la nipotina Margherita a Parigi. In casa Conti, Vittorio ospita la cognata Beatrice, di recente rimasta vedova, con il figlio problematico Pietro e la sorella minore Serena. Beatrice e Pietro verranno presto assunti al Paradiso delle signore rispettivamente come nuova ragioniera e magazziniere. L'assenza di Marta, a New York per lavoro presso un'agenzia di comunicazione, favorisce l'avvicinamento tra i cognati. Roberta accetta un importante lavoro a Bologna e si dimette da Venere. Poco prima della partenza, vede Marcello baciare Ludovica Brancia, e il fidanzamento con lui si rompe; in verità Marcello combina quell'incontro per evitare rischi alla ragazza essendo lui minacciato dal Mantovano, losco individuo. Gabriella e Cosimo si sposano a San Valentino nonostante qualche settimana prima fosse venuto a mancare all'improvviso il padre di lui, a Villa Guarnieri, per un attacco cardiaco. Dalla Germania torna Giuseppe Amato, marito di Agnese e padre di Salvatore, e questo mette in quarantena la storia tra la donna e Armando, il quale rimane molto dubbioso in merito alle reali intenzioni dell'uomo. Nel frattempo Marta fa ritorno da New York e scopre che Federico è nato da una relazione clandestina tra il padre Umberto e Silvia. Tra le nuove Veneri arriva Stefania Colombo, ospitata con zia Ernesta in casa di Silvia. Pietro, il nipote di Vittorio Conti, innamoratosi di lei, le chiede di uscire, ma lei rimane titubante, poiché pensa a Federico. La seconda nuova Venere è Anna Rossi, cugina di Gabriella. Maria, l'aiuto sarta del Paradiso, e Irene Cipriani, una Venere, si contendono Rocco Amato, ma il giovane magazziniere, per l'estrema timidezza, non se ne accorge. Al posto di Clelia viene assunta, in qualità di nuova capocommessa, Gloria Moreau, una donna misteriosa. Al circolo di Milano, la contessa Adelaide, nonché presidente dello stesso, si scontra in numerose occasioni con la vice presidente Fiorenza Gramini, in quanto quest'ultima sembra non adempiere completamente i propri doveri. Nel contempo a Milano arriva l'affascinante e misterioso Dante Romagnoli, cugino del marito di Fiorenza, il quale si fa subito apprezzare e benvolere dai frequentanti il circolo per aver sventato il tentativo di furto da parte del Mantovano (soprannome di Sergio Castrese) di un'ingente somma di denaro, raccolta dalla contessa di Sant'Erasmo per la Croce Rossa. Ben presto, però, si scopre che il misterioso Romagnoli in realtà è tornato in Italia dagli Stati Uniti unicamente per mettersi sulle tracce di Marta, con la quale aveva avuto una breve relazione durante il soggiorno di lei oltreoceano, facendo di conseguenza vacillare anche il solido rapporto matrimoniale tra la donna e Vittorio, il quale a sua volta, nel frattempo, ha avuto un flirt con Beatrice. Laura Parisi lascia il Paradiso con il suo lavoro di Venere e anche la caffetteria di Marcello e Salvatore dove era pasticciera, lavoro che presto viene assunto da Sofia Galbiati, una nuova Venere, che aiuterà i due ragazzi nella produzione dei dolci e dei dessert. Si scopre, infine, che Giuseppe Amato ha avuto un figlio da una relazione extraconiugale mentre si trovava in Germania. Rocco e Maria si fidanzano. 

### Sesta stagione
Settembre 1962. Al Paradiso delle signore rientrano Roberto Landi nello staff pubblicitario e Anna Imbriani come assistente di Beatrice. In casa Amato rientra Tina dopo essersi lasciata col marito Sandro. La stilista Gabriella raggiunge il marito Cosimo a Parigi ed è sostituita da Flora Gentile, figlia illegittima del defunto Achille Ravasi. Ezio Colombo, padre di Stefania, si trasferisce a Milano e diventa responsabile della ditta Palmieri, fornitrice del Paradiso. Convive con Veronica, vedova con una figlia di nome Gemma. Prosegue la storia d'amore tra Marcello e Ludovica nonostante le differenze sociali e la contrarietà di Adelaide. Salvatore ritrova l'amore in Anna, dimenticando definitivamente Gabriella. Successivamente, rientrano a Milano altri tre personaggi significativi: Dante Romagnoli, che con la complicità della cugina Fiorenza riesce a ricattare Umberto e lo costringe a cedergli le sue quote del Paradiso; Flavia, madre di Ludovica che si oppone alla relazione tra la figlia e Marcello; Sandro Recalcati che vuole riconquistare la moglie Tina. In casa Colombo, dopo settimane di tensione, accade l'inevitabile: Stefania ritrova la madre. Nella redazione del Paradiso Market, pubblicazione a tema moda e attualità, entrano Marco di Sant'Erasmo, nipote della contessa Adelaide e Stefania. Marco inizia una relazione con Gemma ma col tempo si avvicina a Stefania e lascia la prima. Dante corteggia Beatrice cercando vantaggi nel tentativo di estromettere Vittorio dal Paradiso, ma ben presto capisce di essere davvero innamorato di lei, entrando in crisi e non sapendo più se portare avanti i suoi piani o rinunciarvi e scegliere l'amore per la donna. Dopo un incidente di Beatrice, finita in coma cadendo dalle scale perché sconvolta dopo aver scoperto la verità sui suoi piani durante un litigio tra lui e Vittorio, Dante capisce di non poter stare senza di lei e rinuncia quindi ai suoi propositi, cedendo le quote del Paradiso alla contessa Adelaide. Umberto, da sempre in relazione con la contessa, si avvicina a Flora nel periodo di assenza della contessa che temeva l'accusa di omicidio per la scomparsa del marito Ravasi. Alla fine il commendatore prende la sua decisione: vuole iniziare una nuova vita con la stilista Flora col rischio della vendetta della contessa. Torrebruna, un uomo d'affari proveniente dalla Francia, fa amicizia con Ludovica e Marcello, vedendo l'allontanarsi di Ludovica, lascia il lavoro al circolo. Salvatore e Anna, innamorati da qualche mese, si sposano. Alla cerimonia non può partecipare Gloria che va a costituirsi alla polizia e viene arrestata.

### Settima stagione
Settembre 1963. A Milano arriva Matilde Frigerio, cognata di Marco di Sant'Erasmo e moglie del fratello Tancredi. Grandi novità al Paradiso: Adelaide, ottenute le quote del Paradiso con l'inganno, si è insediata nell'ufficio di Vittorio assente quell'estate per una visita ai nipoti in America. Vista la detenzione di Gloria, il posto di capocommessa è stato affidato a Irene. In sostituzione di Dora e Sofia, vengono assunte due nuove Veneri, Clara ed Elvira. Stefania scrive il libro "La madre ritrovata" per cercare in tutti i modi di far scarcerare la madre. La ragazza riesce nell'impresa, anche grazie a Conti e al fidanzato Marco. Gloria torna al Paradiso come capocommessa. Ezio fa richiesta dell'annullamento del matrimonio ma dopo la scarcerazione della moglie gli viene negato. A Marco viene offerto un lavoro oltreoceano e si trasferisce con Stefania (ma ritornerà presto da solo). Proprio nel momento in cui Vittorio e Matilde sembrano a un passo dalla passione, compare in città Tancredi, deciso a riconquistare la moglie facendo anche affari (l'editore acquista il quotidiano "L'eco della sera"). Vito, un siciliano che ha fatto fortuna in Australia, arriva a Milano per conquistare il cuore di Maria. La ricamatrice non immagina assolutamente che si tratta dell'uomo col quale il padre di lei ha combinato il matrimonio. Dopo una corte non troppo assidua si forma la coppia Vito-Maria, poi anche la coppia Alfredo-Irene, mentre Ezio ritrova in clandestinità la passione con Gloria, complice l'intesa lavorativa nel creare una nuova fabbrica tessile col tessuto dei futuri jeans. Per allontanare Matilde da Vittorio, Tancredi si allea con Umberto per aprire nel palazzo Andreani, proprio di fronte al Paradiso un nuovo grande negozio di vestiti che gli farà concorrenza. Quando Matilde lo viene a sapere, lo rivela quasi prontamente a Vittorio che si vede costretto a licenziare Flora e a rinunciare a Matilde passata alla concorrenza. Gemma rimane incinta; la problematica familiare costringe Ezio a non lasciare Veronica e, di conseguenza, Gloria decide di partire per Washington raggiungendo la figlia Stefania. Gemma accetta la proposta di Roberto di sposarlo anche se tra i due c'è affetto ma non amore. Adelaide e Marcello diventano non solo soci in affari, ma iniziano anche una relazione: questo suscita gelosia sia in Ludovica (verso Marcello) sia in Umberto (verso la contessa). Marco torna in Italia sia per il suo lavoro di giornalista sia per la fine della relazione con Stefania. Intuisce che tra Gemma e Roberto non c'è amore e riesce a farsi rivelare dalla ragazza che è lui il padre del bambino. Ezio lascia Veronica e parte per gli Stati Uniti per ricongiungersi con Gloria e Stefania.

### Ottava stagione
Settembre 1964. La famiglia Puglisi si trasferisce a Milano. Padre, madre e la sorella Agata raggiungono Maria. Adelaide scopre di avere una figlia a Ginevra creduta morta alla nascita e decide di trasferirsi nella città svizzera lasciando sentimentalmente Marcello ma affidandogli la gestione del suo patrimonio. Questa decisione lascia molto perplesso Umberto. Al Paradiso le due nuove Veneri sono Delia, una ragazza bionda e dolce, e Agata, la sorella di Maria. Nel grande magazzino viene aperta la sezione di abbigliamento maschile con l'assunzione di uno stilista, Botteri, che lavorerà a stretto contatto con Maria. La Venere Elvira avrà un ruolo centrale in questa stagione, alle prese con una relazione difficile e il suo eterno legame col barista Salvatore. Marcello scopre di avere un fratellastro, Matteo, che viene assunto al Paradiso come nuovo contabile vista l'assenza di Vito rimasto in Australia: il ragazzo presto si innamora, ricambiato, di Maria. Intanto, Umberto e Tancredi inaugurano, proprio di fronte al Paradiso per contrastarlo, la Galleria Milano Moda, un nuovo magazzino specializzato in abiti di alta moda. 

### Nona stagione
Settembre 1965. Vittorio si è trasferito definitivamente negli Stati Uniti con Matilde, lasciando la gestione del Paradiso a Marcello e Roberto. Nel frattempo, Maria è a Parigi, dove lavora per un importante stilista, affidando la guida dell'atelier a Botteri, che ora supervisiona sia la linea maschile sia quella femminile del grande magazzino. A Milano intanto arriva Odile, la figlia di Adelaide, che va a vivere a Villa Guarnieri con la madre, Marta, ristabilitasi definitivamente in Italia, e Umberto. Tancredi cerca di superare la fine del suo matrimonio con Matilde, mentre Matteo è tormentato dai sensi di colpa per aver aiutato, sotto ricatto, Umberto in una truffa orchestrata per distruggere economicamente Marcello e Adelaide, i quali intanto continuano la loro relazione nonostante le tensioni provocate dalle costanti intromissioni del commendatore. Alla Galleria Milano Moda fa il suo ingresso una nuova stilista, Giulia Furlan, che prende il posto di Flora, ormai partita. Nel frattempo, al Paradiso viene assunto un nuovo magazziniere, Enrico Brancaccio, un uomo schivo e dal passato misterioso, destinato a intrecciare il suo cammino con quello di Marta. Roberto e Mario decidono di andare a convivere, vivendo momenti di felicità ma mantenendo segreta la loro relazione. Tuttavia, un frequentatore del circolo scopre il loro rapporto e invia una lettera anonima alla Contessa, insinuando dubbi sul legame tra i due uomini: per evitare scandali, Mario, seppur a malincuore, accetta un incarico lavorativo a Roma precedentemente rifiutato, lasciando Milano e il suo amore per Roberto, che ne resta profondamente ferito. Intanto, Clara ritorna dopo un periodo trascorso in Francia come ciclista professionista, accompagnata dal suo nuovo allenatore, Jérôme, la cui presenza scatena la gelosia di Alfredo. Invece Salvatore ed Elvira, che sono ormai una coppia felice e determinata a costruirsi un futuro solido e sereno insieme, affrontano uniti gli ignobili pregiudizi e le ostilità del padre di lei: i due riusciranno poi a sposarsi senza più impedimenti dopo aver anche scoperto di aspettare un bambino.

## Episodi
| Stagione         | Episodi | Prima visione | Messa in onda     | Messa in onda   |
| Stagione         | Episodi | Prima visione | Inizio            | Fine            |
| ---------------- | ------- | ------------- | ----------------- | --------------- |
| Prima stagione   | 20      | 2015-2016     | 8 dicembre 2015   | 26 gennaio 2016 |
| Seconda stagione | 20      | 2017          | 11 settembre 2017 | 7 novembre 2017 |
| Terza stagione   | 180     | 2018-2019     | 10 settembre 2018 | 17 maggio 2019  |
| Quarta stagione  | 160     | 2019-2020     | 14 ottobre 2019   | 9 ottobre 2020  |
| Quinta stagione  | 160     | 2020-2021     | 12 ottobre 2020   | 28 maggio 2021  |
| Sesta stagione   | 160     | 2021-2022     | 13 settembre 2021 | 29 aprile 2022  |
| Settima stagione | 160     | 2022-2023     | 12 settembre 2022 | 5 maggio 2023   |
| Ottava stagione  | 160     | 2023-2024     | 11 settembre 2023 | 3 maggio 2024   |
| Nona stagione    | 160     | 2024-2025     | 9 settembre 2024  | 5 maggio 2025   |

## Produzione
La fiction è stata prodotta per Rai 1 dalla casa di produzione laziale Aurora TV, diretta da Giannandrea Pecorelli, mentre le riprese incominciate ad aprile 2015 e concluse l'11 settembre dello stesso anno, si sono alternate tra Milano e Roma. Subito dopo la fine della stagione, visti gli ottimi ascolti la direttrice di Rai Fiction, Eleonora Andreatta, ha annunciato che sarebbe stata prodotta una seconda stagione. Da dicembre 2016 a giugno 2017 si sono infatti svolte le riprese ed è andata in onda dall'11 settembre al 7 novembre 2017.
Il 18 giugno 2018 sono incominciate le riprese della terza stagione, in versione soap opera quotidiana, caratterizzata da un cast quasi completamente nuovo: infatti dalla prima stagione rimangono solo Vittorio Conti e Andreina Mandelli, le famiglie Iorio e Mandelli vengono rimpiazzate dai Guarnieri, nobili milanesi, gli Amato, siciliani, e i Cattaneo. Arrivano sei nuove Veneri. Le 180 puntate da 40 minuti ciascuna sono andate in onda da lunedì 10 settembre 2018 a venerdì 17 maggio 2019. A causa dei costi troppo elevati la soap era stata inizialmente cancellata dai palinsesti per decisione dei vertici Rai. Le riprese dell'ultima puntata si sono svolte il 15 marzo 2019. 
Successivamente alle proteste di fan e lavoratori della soap (attori e maestranze) e a un aumento degli ascolti della stessa, i dirigenti della Rai sono tornati sui loro passi, confermando la produzione della soap per almeno altre due stagioni, fino alla primavera 2021. 
Le riprese della quarta stagione sono incominciate il 5 agosto 2019 e gli episodi sono andati in onda dal 14 ottobre dello stesso anno al 27 aprile 2020. Il 9 marzo 2020 le riprese si bloccano a causa della pandemia di COVID-19 per poi riprendere il 30 giugno 2020 per ultimare le ultime 25 puntate della quarta stagione e, subito di seguito, iniziare la produzione delle 160 della quinta. La messa in onda è cominciata il 7 settembre 2020. Le riprese della quinta stagione si sono concluse il 19 marzo 2021.
Il 3 febbraio 2021, durante un'intervista, Pietro Genuardi, l'interprete di Armando Ferraris, conferma la produzione della sesta stagione, le cui riprese sono iniziate il 31 maggio 2021 e si sono concluse il 4 febbraio 2022, ed è andata in onda al partire dal 13 settembre 2021 fino al 29 aprile 2022.
Poco prima dell'inizio delle riprese della sesta stagione, la Rai annuncia anche il rinnovo per la settima stagione, nel biennio 2022-2023, le cui riprese sono iniziate il 30 maggio 2022 e si sono concluse il 27 gennaio 2023.
A gennaio 2023, viene annunciato il rinnovo per l'ottava stagione, le cui riprese sono iniziate il 29 maggio 2023 e si sono concluse il 26 gennaio 2024.
A gennaio 2024, viene confermata la nona stagione, le cui riprese sono iniziate il 28 maggio 2024 e si sono concluse il 24 gennaio 2025.
A gennaio 2025, viene confermata la decima stagione, le cui riprese sono iniziate il 26 maggio 2025.

## Colonna sonora
La colonna sonora della fiction in costume, composta da Francesco De Luca e Alessandro Forti ed eseguita dall'Orchestra Sinfonica Nazionale della Rai diretta da Emanuele Boss, è uscita su tutte le piattaforme digitali il 16 dicembre 2015. Alla realizzazione hanno partecipato numerosi jazzisti, tra i quali il trio swing Ladyvette, presente anche all'interno della storia con i nomi d'arte di Sugar, Pepper e Cherry. La colonna sonora della seconda stagione, Il paradiso delle signore, seconda stagione, è stata invece pubblicata il 22 settembre 2017. Il 15 maggio 2019 viene pubblicata la colonna sonora della terza stagione, intitolata Il paradiso delle signore: Daily.

### Prima stagione
1. Il paradiso delle signore
2. Tema paradiso
3. Un incontro romantico
4. La selezione
5. Un passaggio in auto
6. Il mondo di Teresa
7. Le ragazze del Paradiso
8. Il colloquio
9. Milano Swing
10. Ribot
11. Una nuova giornata
12. Un passato da dimenticare
13. Slogan
14. Pietro e Andreina
15. Intrighi e sospetti
16. La notte delle lucciole
17. La collezione invernale
18. Un altro bacio
19. I favolosi anni '50
20. Sentimentale
21. Arrivo a Milano
22. Il discorso di Pietro Mori
23. Un incontro romantico (Big Band Version)

### Seconda stagione
1. Otto
2. Come una piuma
3. La piscina
4. Fifth Avenue
5. Broadway in Milano
6. Italian Doo-Wop
7. Slow Ballad Paradiso
8. Amorevoli disastri
9. Piccole rivoluzioni
10. Cosa ci sta succedendo?
11. Come una piuma (Versione orchestrale)
12. We Can Do It!
13. Non sono stato io (Versione orchestrale)
14. Incorreggibile
15. La cosa più importante
16. Il lato oscuro
17. Il gioco della verità
18. Non sono stato io (Versione elettronica)
19. Guai in vista
20. Più dell'aria che respiro
21. Strategie
22. Come una piuma (Versione piano solo)
23. La mia occasione
24. Misteri e segreti
25. Un torbido passato
26. Romantici equivoci
27. Mistero al Grand Hotel Minerva
28. Appassionatamente
29. My Honey Bee
30. Need No Money

### Terza stagione
1. Un incontro inaspettato
2. Cuore infranto
3. In famiglia
4. Abbracci
5. Niente succede per caso
6. Un'altra stagione
7. Un'altra stagione (Piano Solo)
8. Tradimenti
9. Il primo amore
10. Parole affettuose
11. Seduzioni
12. Scenette domestiche
13. Partanna
14. Qualcuno ci osserva
15. Lento 1960
16. Go Go Club
17. Insieme a te
18. Cospirazione
19. Fumo negli occhi
20. Delusioni
21. Nella nebbia
22. Il tempo che passa
23. Come Venere (feat. Neva Leoni)
24. Luna romantica (feat. Neva Leoni)
25. Jingle Market Paradiso (feat. Neva Leoni)
26. Jingle Paradiso (feat. Neva Leoni)
27. Persa con te (feat. Giulia Lorenzoni)
28. Una vita senza te (feat. Neva Leoni & Gaia Messerklinger)
29. Amore impossibile (feat. Neva Leoni)
30. Signorine swing

## Prodotti derivati
Da questa serie sono ispirati due libri, L'estate delle Veneri e L'estate dei sospetti, entrambi di Monica Mariani e Anna Cherubini, editi da Rai Libri.